# Црвени патуљак (ТВ серија)
Црвени патуљак је британска научнофантастична комична франшиза коју су креирали Роб Грант и Даг Нејлор, која се првенствено састоји од телевизијског ситкома који се емитовао на Би-Би-Сију 2 између 1988. и 1999. и на Дејву од 2009. године, чиме је стекао култ љубитеља.
Серија прати техничара нижег ранга Дејва Листера, који се буди након што је био замрзнут три милиона година и открива да је последњи живи човек и сам на рударском свемирском броду Црвени патуљак, осим холограма Арнолда Рмера, Листеровог покојног. мате на кревету, и Мачка, облик живота који је еволуирао из Листерове трудне мачке.
Од 2020. године, глумачка постава укључује Криса Барија као Рмера, Крега Чарлса као Листера, Денија Џона-Џулса као Ката, Роберта Луелина као санитарног дроида Критена и Нормана Ловета као бродски рачунар Холи.
До данас је емитовано дванаест серија серије (укључујући једну мини-серију), поред дугометражног специјала Обећана земља. Од 1989. до 1996. објављена су четири романа. Произведене су две пилот епизоде америчке верзије емисије, али никада нису емитоване. Часопис The Red Dwarf Smegazine излазио је од 1992. до 1994. године.
Једно од највећих признања серије серија је добила 1994. године када је епизода из шесте серије, „Наоружани људи апокалипсе“, освојила међународну награду Еми у категорији популарне уметности. Исте године, серија је такође награђена за „Најбољу Би-Би-Си-јеву комичну серију“ на British Comedy Awards. Серија је привукла највећу гледаност, од више од осам милиона гледалаца, током осме сезоне серије 1999. године.
Поједине сезоне серије добиле су неке од највиших оцена у домену non-Public Service Broadcasting у Уједињеном Краљевству. Серија КСИ је проглашена за „Најбољи ТВ ситком“ и „Комедију године“ за 2016. од стране читалаца British Comedy Guide. На ранг листи Емпајр за 2019. Црвени патуљак је заузео 80. место на листи 100 најбољих ТВ емисија свих времена.